# Tarantula włoska
Tarantula włoska, tarantula apulijska, krzeczek tarantula (Lycosa tarantula) – gatunek dużego pająka z rodziny pogońcowatych.
Wygląd:
Dorasta prawie do 3 cm, ale dzięki długim, mocnym nogom wydaje się większa. Przeważnie ubarwiona szaro-brązowo, często w maskujące wzory.
Środowisko:
Skąpo porośnięte tereny otwarte; wygony i odłogi.
Występowanie:
Południowa Europa.
Liczebność:
W odpowiednich biotopach nie jest rzadka, a lokalnie bardzo liczna.
Rozród:
Partner zbliża się ostrożnie do samicy, by rozładować jej agresję przed przystąpieniem do kopulacji. Kokon z jajami samica nosi przyczepiony do kądziołków przędnych (jak inne pogońcowate). Po wykluciu młode wpełzają na grzbiet matki i podróżują z nią w ten sposób przez około tydzień.
Pokarm:
Owady żyjące na powierzchni ziemi. Tarantula włoska, podobnie jak inni przedstawiciele bogatej w gatunki rodziny pogońcowatych (Lycosidae), goni swoje ofiary lub poluje z zasadzki, by je dopaść. Jej wyjątkowo silne szczękoczułki służą do wstrzykiwania jadu w ciało ofiar.
Uwagi:
Ukąszenie tarantuli włoskiej jest bardzo bolesne, jednak nie zagraża życiu człowieka (siła jej jadu jest porównywalna z siłą jadu pszczelego i u nieuczulonej, dorosłej osoby nie pozostawia żadnych śladów na zdrowiu).
Zwyczajowo w kilku językach, m.in. w polskim, mianem "tarantuli" nazywa się niesłusznie wiele większych gatunków pająków, zwłaszcza ptaszników. W języku angielskim typowe nazwy wielu ptaszników zawierają słowo "tarantula".